# Curtiss-Wright XP-55 Ascender
Curtiss-Wright XP-55 Ascender – amerykański, prototypowy myśliwiec przechwytujący zaprojektowany w Curtiss-Wright Corporation. Maszyna charakteryzowała się nietypową konstrukcją z przednim usterzeniem. Była to pierwsza maszyna Curtissa z przednim podparciem podwozia.

## Historia

### Geneza
Samolot powstał na rozpisany w 1939 przez USAAC konkurs Request for Data R-40C na nowoczesny samolot myśliwski o wymaganej prędkość maksymalnej przynajmniej 425 mil na godzinę (683 km/h), a pożądanej przynajmniej 525 mil na godzinę (845 km/h). W odpowiedzi na RfD powstały takie samoloty jak Bell XP-52, Vultee XP-54 Swoose Goose, Curtiss-Wright XP-55 Ascender i Northrop XP-56 Black Bullet.

### Projekt

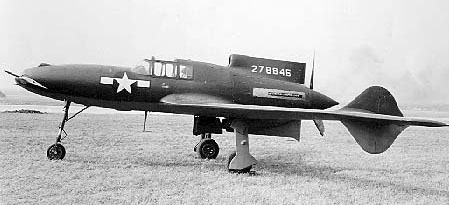
Curtiss XP-55 Ascender

Nowa konstrukcja, która otrzymała wewnętrzne, firmowe oznaczenie CW-24 miała posiadać ster wysokości w części dziobowej przed skrzydłami. Układ taki zwany jest potocznie „kaczką”. Krótki kadłub na końcu którego planowano umieścić nowoprojektowany silnik Pratt & Whitney X-1800 napędzający śmigło pchające. Takie rozwiązanie w zamierzeniu konstruktorów miało zapewnić małe opory aerodynamiczne całej konstrukcji. Na końcach skrzydeł umieszczono stateczniki pionowe. Na krawędzi spływu skrzydła w jego części przykadłubowej umieszczono klapy, a w zewnętrznej części lotki. 22 czerwca 1940 roku siły powietrzne podpisały z wytwórnią kontrakt na prowadzenie dalszych prac i przeprowadzenie prób modelu w tunelu aerodynamicznym. Badania tunelowe ujawniły, że gotowy samolot może mieć problemy ze statecznością podłużną, która jednak zdaniem firmy może zostać łatwo wyeliminowana. Odmienne zdanie mieli wojskowi. Aby ich przekonać Curtiss wybudował model samolotu oznaczonego jako CW-24B mający na celu sprawdzenie poprawności przyjętych rozwiązań konstrukcyjnych. Maszyna była pełnoskalową wersją docelowego XP-55, ze stałym podwoziem i kołami przykrytymi owiewkami, zbudowano ją używając prostej technologii, skrzydła wykonano z drewna, a kadłub ze stalowych rurek pokrytych sklejką i płótnem. Samolot napędzany był silnikiem Menasco C68-5 o mocy 275 KM.

## Próby
Gotowy samolot przewieziono do Muroc Air Base w Kalifornii. 2 grudnia 1941 roku maszyna wykonała swój pierwszy lot. Potwierdził on słuszność zastosowanych rozwiązań konstrukcyjnych, jednak nadal występowały problemy ze statecznością kierunkową samolotu. Aby temu zaradzić powiększono powierzchnie stateczników pionowych i przesunięto je o 1,2 m w kierunku końca skrzydeł. Z tyłu kadłuba, nad i pod silnikiem zainstalowano duże płetwy stabilizujące. Do maja 1942 roku CW-24B, który otrzymał numer 42-39347 wykonał 169 lotów, po których przewieziono go do Langley Field do National Advisory Committee for Aeronautics w celu kontynuowania dalszych badań. 10 lipca 1942 roku USAAF podpisało z Curtissem kontrakt na wybudowanie trzech prototypów przydzielając im numery 42-78845 do -78847. Firma Pratt & Whitney zaprzestała jednak dalszych prac nad silnikiem X-1800. W zaistniałej sytuacji Curtiss zmuszony był sięgnąć po inną jednostkę napędową, wybór padł na rzędowy silnik Allison V-1710-95. Miał on jednak mniejszą moc niż planowany X-1800. 

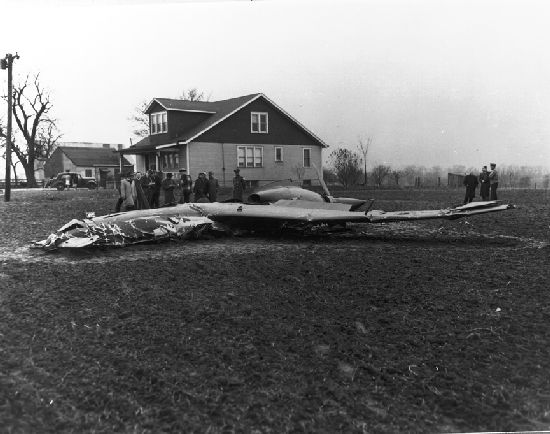
Wrak pierwszego prototypu rozbitego 15 listopada 1943 roku

13 lipca 1943 ukończono budowę prototypu, otrzymał on numer 42-78845. Kilka dni później, 19 lipca, samolot za sterami którego siedział pilot testowy Curtissa Harvey Gray, wzniósł się po raz pierwszy w powietrze. Lot przebiegał pomyślnie, ujawniono jednak problemy z podniesieniem przedniego koła podczas startu, co skutkowało zbyt długim rozbiegiem samolotu. 15 listopada 1943 roku maszyna przechodziła próby przeciągnięcia i powrotu do stabilnego lotu, kiedy to doszło do katastrofy. Samolot nieoczekiwanie odwrócił się na plecy. Pilot, ponownie Harvey Gray, nie mogąc odzyskać panowania nad maszyną, wyskoczył na spadochronie, a niesterowny samolot runął na ziemię. Do badań przystąpił drugi prototyp o numerze 42-78846, który do swojego pierwszego lotu wzbił się 9 stycznia 1944 roku. W porównaniu z pierwszą maszyną miał on powiększony ster wysokości. Wykluczono jednak przeprowadzanie badań przeciągnięcia samolotu aż do czasu zaradzenia problemowi. Na trzecim prototypie o numerze 42-78847 wydłużono końcówki skrzydeł oraz ponownie powiększono ster wysokości. Tak zmodyfikowana maszyna, której pierwszy lot odbył się 25 kwietnia 1944 roku, poprawnie wychodziła z przeciągnięcia. Jednak, co mogło być groźne dla mniej doświadczonych pilotów, równie łatwo wchodziła w przeciągnięcie, nie sygnalizując wcześniej niebezpiecznej sytuacji. Siły powietrzne straciły zainteresowanie całym projektem, ponieważ nadchodziła era samolotów z napędem odrzutowym a doświadczenia II wojny światowej pokazały, że zdecydowanie bardziej potrzebny jest samolot wszechstronny niż wyspecjalizowany myśliwiec. Decyzja o zakończeniu programu była tym łatwiejsza do podjęcia, że nie uzyskano radykalnej poprawy osiągów w porównaniu z dostępnymi wówczas maszynami. Do dziś zachował się drugi prototyp, który obecnie prezentowany jest w muzeum lotnictwa Air Zoo w Kalamazoo w stanie Michigan. Trzeci z prototypów uległ zniszczeniu podczas katastrofy do jakiej doszło 27 maja 1945 roku w bazie Wright Field.

## Konstrukcja
Curtiss-Wright XP-55 Ascender był całkowicie metalowym, jednoosobowym, wolnonośnym dolnopłatem. Napędzany był pojedynczym, dwunastocylindrowym, chłodzonym cieczą silnikiem widlastym (w układzie V12) Allison V-1710-95 ze śmigłem pchającym. Samolot miał kadłub o konstrukcji półskorupowej. Ster wysokości zamontowany był na dziobie samolotu, a stateczniki pionowe ze sterami kierunku na obu końcach skrzydeł. Samolot miał podwozie chowane, trójpodporowe z przednim podparciem. Był to pierwszy samolot wytwórni Curtiss z takim rozwiązaniem budowy podwozia.
Maszyna uzbrojona była w cztery karabiny maszynowe 12,7 mm zamontowane w dziobie samolotu. Taką konfigurację przetestowano na trzecim prototypie, pierwsze dwa nie były uzbrojone.